# Tristan Corbière
Tristan Corbière, pseudonimo di Édouard-Joachim Corbière (Morlaix, 18 luglio 1845 – Morlaix, 1º marzo 1875), è stato un poeta francese.

## Biografia

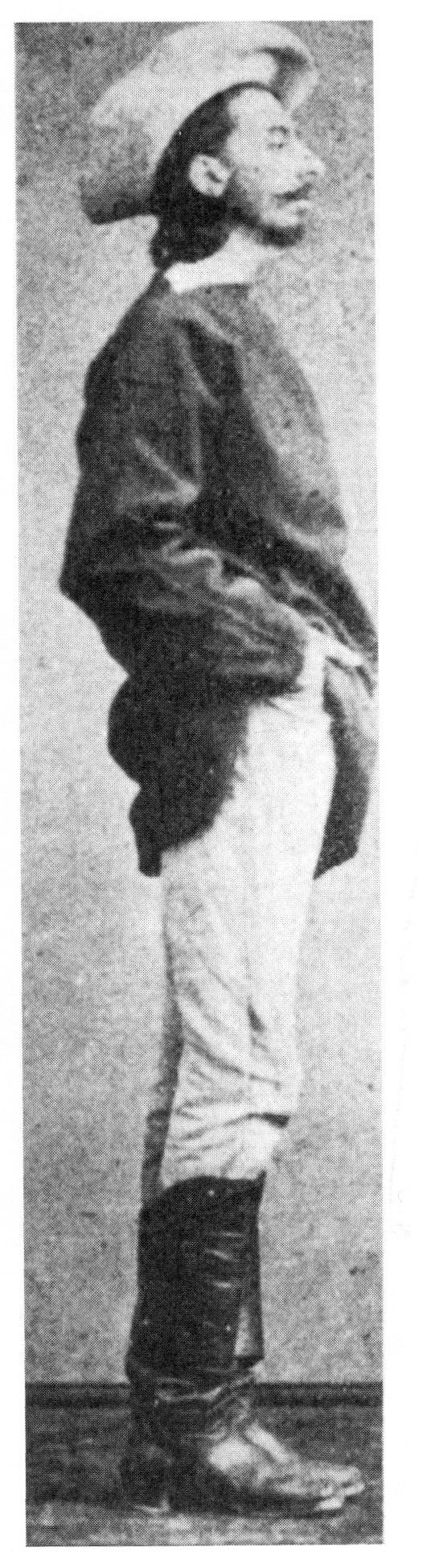
Fotografia di Corbière (1870-1873)

Unico figlio nato dall'unione fra lo scrittore di feuilleton Edouard Corbière e Angélique Aspasie Puyo, di trentatré anni più giovane del marito (alla nascita di Tristan suo padre ha 52 anni e sua madre 19), Tristan Corbière vive un'infanzia infelice, nell'incomprensione del padre e nell'afasia della giovane madre. A quattordici anni, Tristan è mandato a convitto presso il Liceo Imperiale di Saint-Brieuc.
In questo periodo inizia a soffrire di reumatismo articolare, malattia che lo seguirà tragicamente lungo tutta la vita e che ne provocherà la morte prematura. Deve lasciare Saint-Brieuc quando il suo stato di salute si aggrava, e si trasferisce a Nantes, ospite di uno zio medico. Frequenta il liceo locale per due anni, finché la malattia non lo obbliga a lasciare gli studi. Tristan comincia allora una vita vagabonda, viaggiando nel sud della Francia e nutrendosi delle opere dei maestri del Decadentismo francese, quali Hugo, Baudelaire e Musset.
Si stabilisce a Roscoff, in una casa di proprietà dei suoi genitori. Gli abitanti del paese lo soprannominano l'"Ankou", cioè "lo spettro della morte", a causa della sua magrezza e della sua andatura dinoccolata. Il poeta, che sogna di essere marinaio, non può soddisfare il suo desiderio di imbarcarsi su una nave, ma ama il mare con passione. Si diletta a prendere il largo sulla sua barca, battezzata Le Négrier dal titolo del più famoso romanzo di suo padre.
Talvolta si abbandona ad eccentricità: un giorno si traveste da forzato, da donna o da mendicante, un altro si rade le sopracciglia, o ancora, nel corso di una visita a Roma, porta a passeggio al guinzaglio un maiale travestito da vescovo, durante i festeggiamenti del carnevale ai quali assiste il Papa. Passa così le sue giornate, fino all'incontro con la giovane attrice parigina Armida Josefina Cuchiani, che diviene la sua musa e che Corbière ribattezza "Marcelle".
Abbandonato il suo nome anagrafico, Edouard-Joachim, per quello più evocativo di Tristan, pubblica a sue spese, nel 1873, la sua unica raccolta di poesie, Les Amours jaunes, che passa inosservata. Corbière, che non conosce alcun successo nel corso della sua vita, è una scoperta postuma di Verlaine, che gli consacra un capitolo del suo saggio Les Poètes maudits (1883). Les Amours jaunes si trovano anche ben collocati nella raffinata biblioteca di Des Esseintes, il protagonista di À Rebours: la sua presenza nell'opera di Huysmans contribuirà a far conoscere Corbière da un più vasto pubblico.
Corbière muore a Morlaix il 1º marzo del 1875. Non ha ancora trent'anni, ed ha conosciuto una vita di solitudine, breve e miserevole, costantemente tormentato dalla malattia, sfortunato in amore, invischiato in una passione esclusiva e sordida. Senza dubbio, in senso figurato, il mare fu il suo vero compagno. Il tempo ha reso giustizia al poeta e ne ha riconosciuto il talento, sebbene molto tardivamente.
Un riconoscimento tardivo è stata anche la decisione di battezzare la vecchia biblioteca pubblica di Morlaix col nome degli Amours jaunes, l'unica raccolta poetica di Corbière. Anni più tardi, lo scrittore statunitense Lovecraft gli renderà un omaggio nella prefazione di uno dei suoi racconti più famosi, Il richiamo di Cthulhu.

## La poesia di Corbière
Tristan Corbière ha largamente attinto alle leggende bretoni; ha tratto anche ispirazione dalla vita quotidiana, dipingendo ad esempio la folla che si accalca alle processioni di Sainte-Anne-la-Palud. Si è anche impegnato attivamente in difesa della Bretagna e dei suoi abitanti, puntando l'attenzione sulle condizioni di abbandono dei coscritti bretoni nel campo militare di Conlie (Sarthe), nel 1870.
Sarebbe tuttavia un errore considerare Corbière un poeta regionale o d'ispirazione regionalista; la sua opera e la sua tematica sono molto più varie e complesse. I temi della sua poesia sono infatti particolarmente eterocliti: Les Amours Jaunes evocano la grande città moderna e la campagna bretone, la febbre amorosa del poeta, la vita dei marinai, le antiche leggende e gli avvenimenti storici della sua epoca. Ma questa diversità "porta il sigillo della forza e di una potente originalità", come fu scritto in una delle rare recensioni de Les Amours Jaunes al tempo della loro pubblicazione.
Le fonti della poesia di Corbière sono anch'esse molteplici: fortemente segnata dal Romanticismo, la sua opera trae anche ispirazione, in modi diversi, dalla poesia del Villon fino a quella del Cinquecento e del Seicento. Corbière ha saputo convogliare tutte queste influenze in una poesia che rispecchia pienamente la modernità della sua epoca.

## Opere
Les Amours jaunes (1873) Testo francese online

## Edizioni italiane
- Antologia di poesie varie: con testo a fronte. Milano, Dall'Oglio, 1955
- Da Gli amori gialli; versione di Vittorio Pagano. Galatina, Pajano, 1958 (Quaderni del Critone; 1) [Ed. di 200 esempl. numerati]
- Poesie di Tristan Corbiere a cura di Clemente Fusero. Milano, Dall'Oglio, stampa 1962 (I corvi)
- Gli amori gialli; introduzione e versione di Franco Cavallo. Parma, Guanda, 1965 (Piccola fenice; 24) [Testo orig. a fronte]
- Gli amori gialli: testo originale con traduzione a fronte [Trad. di Renzo Paris e Enzo Siciliano]. Roma, Addenda, 1969
- Gli amori gialli; traduzioni di Renzo Paris e Enzo Siciliano. Roma, Addenda, c1972 [Testo orig. a fronte]
- Il casino dei trapassati. [S. l.], Anteditore, a cura di Luigi Granetto stampa 1972 (Amalfi, Cartiere Amatruda) (Opera omnia; 2)
- Tutte le poesie: Gli amori gialli; Poesie giovanili; Poesie varie; Prose complete, introduzione di Alfredo Giuliani; cura e traduzione di Claudio Rendina. Roma, Newton Compton, 1973 (Paperbacks poeti; 22)
- Morticino per ridere e altre poesie da Gli amori gialli a cura di Pasquale Di Palmo. Pistoia, Via del Vento, 1999 (Acquamarina ; 7)
- Gli amori gialli; a cura di Renzo Paris. Milano, Mondadori, 2004 (Oscar classici; 601) [Testo orig. a fronte]
- Gli Amori gialli; cura e traduzione di Luca Salvatore, Tomo I. Sesto San Giovanni, edizioni del Foglio Clandestino, 2008 (La selce e il loto) [testo a fronte sull'originale del 1873]